# Los Arredondo
Los Arredondo är en ort i Mexiko.   Den ligger i kommunen Navolato och delstaten Sinaloa, i den västra delen av landet, 1 100 km nordväst om huvudstaden Mexico City. Los Arredondo ligger 21 meter över havet och antalet invånare är 509.
Terrängen runt Los Arredondo är mycket platt. Runt Los Arredondo är det ganska tätbefolkat, med 155 invånare per kvadratkilometer. Närmaste större samhälle är Navolato, 11,4 km väster om Los Arredondo. Trakten runt Los Arredondo består till största delen av jordbruksmark.